# Pfarrkirche Obritzberg

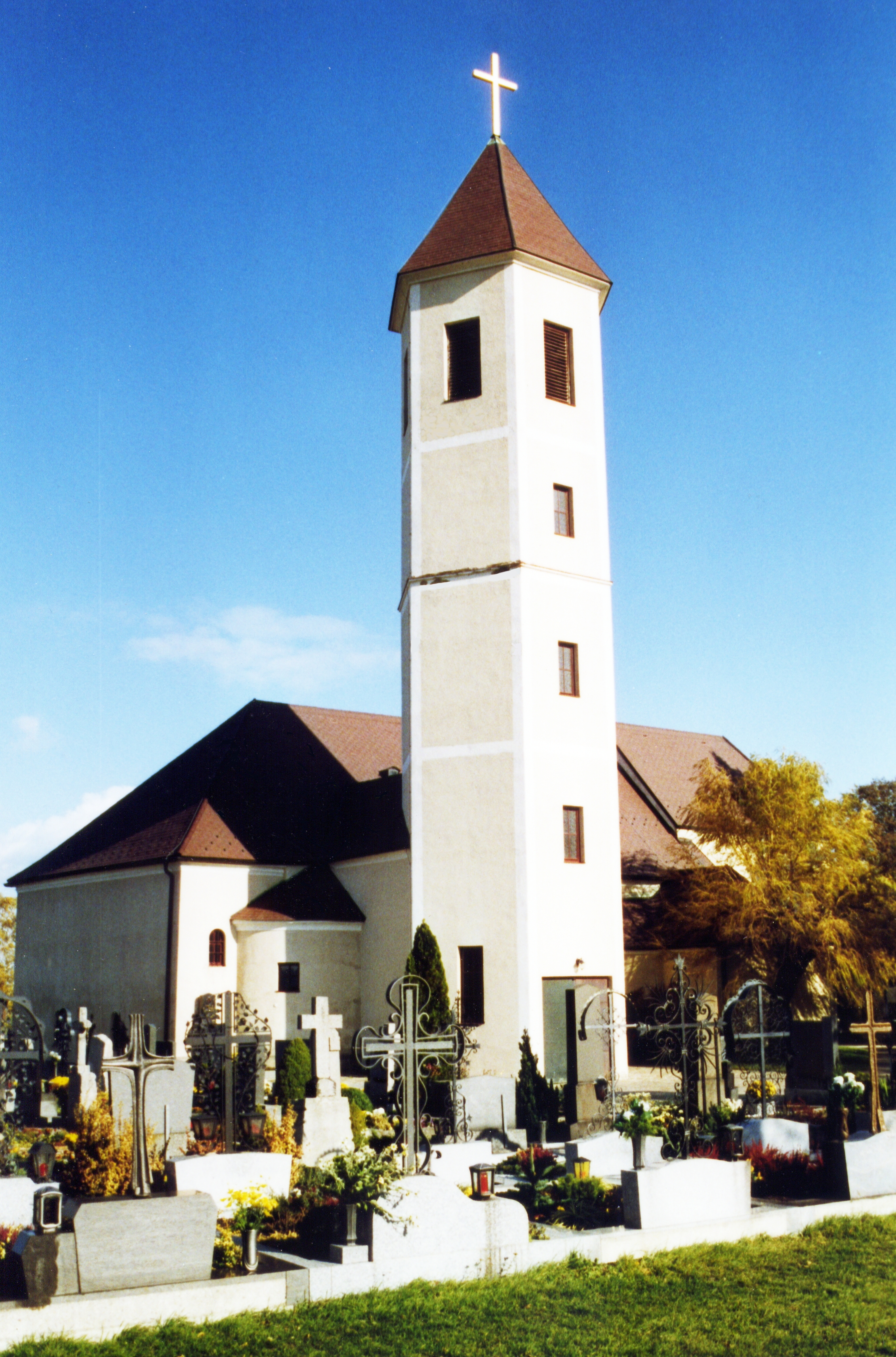
Die Pfarrkirche von Obritzberg

Die Pfarrkirche Obritzberg ist die Kirche der römisch-katholischen Pfarre Obritzberg. Sie ist dem hl. Laurentius geweiht (Patrozinium 10. August). Die Pfarre Obritzberg gehört zum Dekanat Göttweig, Diözese St. Pölten. Sie ist neben der Pfarrkirche Kleinhain die zweite Pfarrkirche in der Marktgemeinde Obritzberg-Rust.

## Geschichte
Die genaue Entstehungszeit der ersten Kapelle an diesem Ort ist unklar. Sicher ist jedoch, dass bereits im Jahr 888 auf dem heutigen Kirchenberg eine Fliehburg errichtet wurde, zugleich mit einer Kultstätte für die Bewohner der Umgebung. Es handelt sich somit um die älteste urkundliche Erwähnung des Ortes.
Eng mit der Gründung der Pfarre Obritzberg im Jahre 1148 ist ab diesem Zeitpunkt eine eigene Grundherrschaft (in diesem Fall Pfarrherrschaft) verbunden. Die Pfarrer von Obritzberg waren ab diesem Zeitpunkt auch im Landstand vertreten.
Um das Jahr 1280 wurde über einem romanischen Karner ein massiver, sechseckiger Wehrturm, zugleich auch Bergfried, errichtet. In dessen Obergeschoß war ein Pfarrarchiv eingerichtet, das in gefahrenvoller Zeit auch als Kapelle diente.
Von diesem Turm, der später zum Kirchturm umfunktioniert wurde, führte ein Verbindungsgang zur ehemaligen Burg und deren Burgkapelle, die somit die erste Kirche war.
Dem Turm wurde um 1500 ein weiteres Geschoß für eine Glockenstube aufgesetzt, die Glocke 1520 in Krems gegossen. Deren lateinische Aufschrift dispersit, dedit pauperibus – „er teilte aus und gab den Armen“ bezieht sich auf den Kirchenpatron Laurentius. Sie dient auch heute noch als Sterbeglocke.
Um das Jahr 1500 wurde das spätgotische Presbyterium mit Netzrippengewölbe und Maßwerkfenstern errichtet, das Gewölbe im Langhaus in gotischer Form erhöht, und die frühere Burganlage in das Kirchenschiff einbezogen. Mit zwei Notausgängen und zusätzlichen Stützmauern wurde der Wehrcharakter beibehalten. Die herannahenden Türken erzwangen den weiteren Ausbau der Wehranlagen: 1526 wurde eine Ringmauer um die Kirche errichtet, die dem Türkenansturm 1529 standhielt.

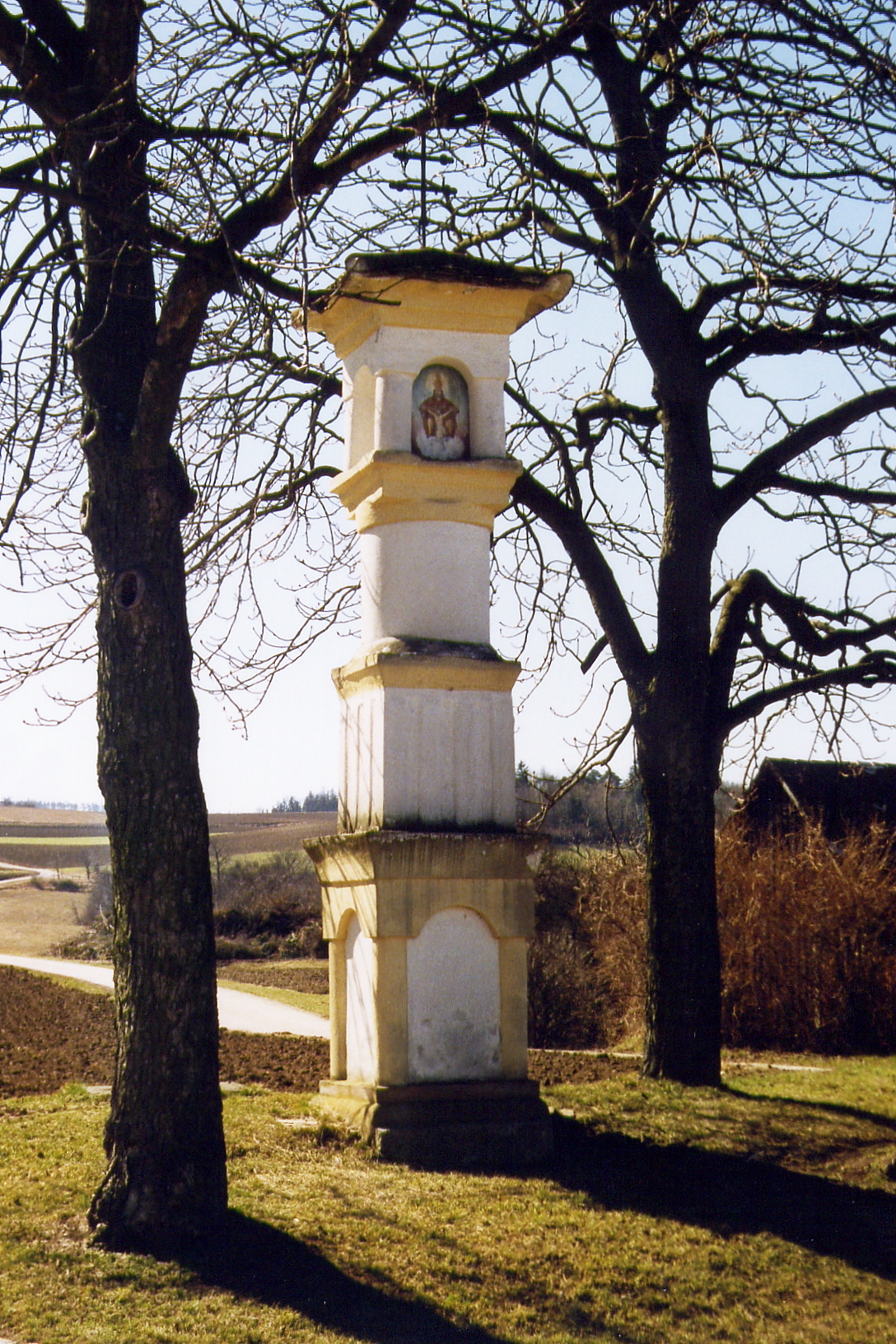
Das Pestmarterl von Obritzberg

1683 kamen die Türken ein zweites Mal. Kirche und Pfarrhof wurden ein Raub der Flammen. In diesen Jahren wütete auch die Pest in Obritzberg und der Umgebung. Nach dem Ende dieser Seuche wurden viele Pestmarterln aufgestellt, meist der Dreifaltigkeit geweiht, eines davon am Kirchplatz.
Aus der ersten Hälfte des 18. Jahrhunderts stammt das saalartige, barockisierte Kirchenschiff. Die Außenmauern wurden über den Resten der alten Kirche errichtet, im Chor gibt es romanische Stilelemente. Die Kirche ist 29 Meter lang, 7 bis 9,5 Meter breit und 6 bis 8,3 Meter hoch.

## Altar
Das zentrale Hochaltargemälde der Heiligen Familie in Gestalt des Heiligen Wandels wurde, von vier Säulen flankiert, wurde Mitte des 19. Jahrhunderts angebracht, ebenso die Statuen der hl. Petrus und Paulus über den beiden Opfergangtüren. Auch um diese Zeit entstand die Statue des Kirchenpatrons Laurentius, die sich über dem Hochaltarbild befindet.
Zwei weitere Statuen, die des hl. Florian und des hl. Leopold befinden sich im Bogen zum Hauptschiff.
Aus dem 15. Jahrhundert stammen bemalte Holzstatuen, die an den Seiten des Altarraums aufgestellt sind: hl. Laurentius, hl. Dionysius, hl. Barbara, hl. Katharina.
Im Altarraum steht ein kelchförmiger Taufstein aus dem 17. Jahrhundert.

## Weiterer Kirchenschmuck
Die Statuen auf dem rechten Seitenaltar stammen aus dem 16. Jahrhundert und stellen den hl. Sebastian dar, ein Aufsatzbild den hl. Rochus; auf dem linken Seitenaltar eine barocke Muttergottes aus dem 17. Jahrhundert mit Aufsatzbild des Hl. Josef. Gegenüber dem Haupteingang steht eine Statue des hl. Johannes Nepomuk aus dem 18. Jahrhundert, eine Schmerzensmutter-Figur an der linken Kirchenwand stammt auch aus dieser Zeit. An der Säule unter der Orgel steht eine Statue des Hl. Leonhard. Zwei Ölbilder hängen an der Rückwand der Kirche: eine Darstellung des Guten Hirten um 1872 und eine Immaculata, die noch älteren Datums ist.
Ein Kreuzweg aus spätbarocker bäuerlicher Malerei Ende des 18. Jahrhunderts ist an den Seitenwänden des Kirchenschiffs angebracht.
Aus dem Jahr 1841 stammt die Orgel, die zwei Manuale und 14 Register hat. Ein Jahr später entstand die einfache barocke Kanzel auf der rechten Kirchenseite.
Eine Kirchenrenovierung im Jahr 1895, die Einleitung des elektrischen Lichtes 1922, die Weihe einer Herz-Jesu-Statue (über dem Beichtstuhl), und die Innenrenovierung 1936 waren die größeren Neuerungen vor dem Zweiten Weltkrieg.
Dieser zog die Kirche in schwerste Mitleidenschaft, denn die Front wechselte mehrmals über den Kirchenberg: der Turm wurde gesprengt, die Kirche schwer beschädigt, der Pfarrhof zerstört.
Bereits am 2. Juli 1945 wurde mit den Aufräumarbeiten begonnen, die bis Ende Mai 1946 andauerten. Das Dach der Kirche wurde unverzüglich notdürftig repariert, der Schutt von Turm und Pfarrhof weggeräumt, ein provisorischer Glockenstuhl aufgestellt.
Ab Juni 1948 wurden mit den dringendsten Aufbauarbeiten begonnen, abgeschlossen wurde die erste Sanierung am 20. Mai 1950 mit einer Generalvisitation durch Bischof Memelauer.
1960 wurde der Turm wieder in sechseckiger Form, jedoch wesentlich schlanker und höher, aufgebaut. Die Weihe fand am 23. Oktober 1962 statt.
In den Jahren zwischen 1965 und 1979 wurden kleinere Renovierungen und Neuanschaffungen getätigt.
Ein Hagelunwetter am 13. Juli 1984 richtete enorme Schäden in der Dacheindeckung an.
2010 wurde die Kirche einer großen Renovierung unterzogen.

## Glocken
Neben der Glocke aus dem Jahr 1520 wurden 1923 zwei weitere Glocken angekauft, da im Zuge der Ablieferung zu Kriegszwecken die alten Glocken aus den Jahren 1848, 1854 und 1856 abgegeben werden mussten. Jedoch wurden auch diese beiden Glocken für Kriegszwecke eingegossen, sodass 1960 wieder vier neue Glocken gekauft werden mussten: die Christus- oder Heldenglocke (969 kg), die Marienglocke (583 kg), die neue Laurentiusglocke (401 kg) – anstelle der alten Laurentiusglocke, und die Josefsglocke (252 kg). Später wurde das Läutwerk elektrifiziert.

## Sonstiges

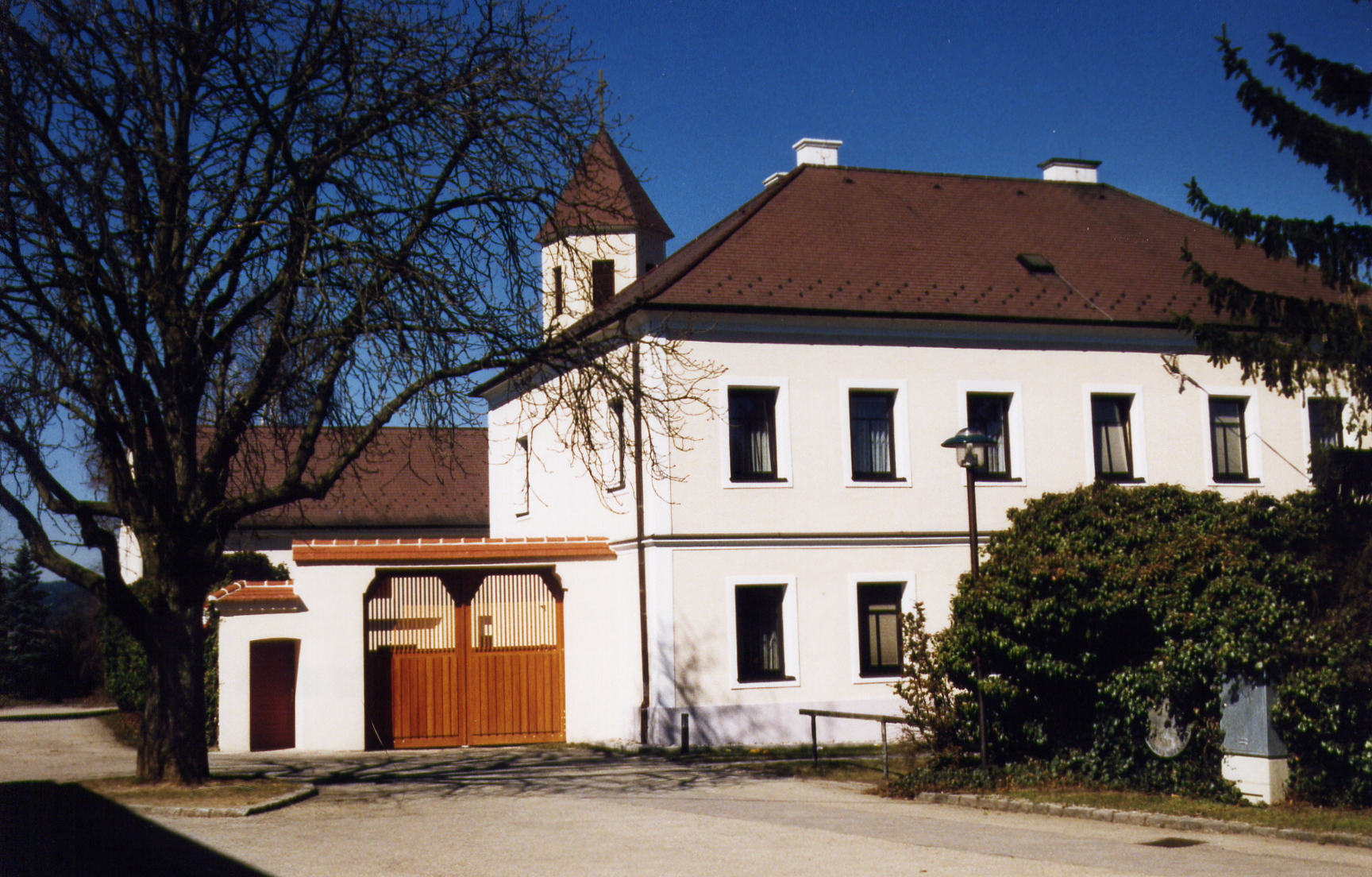
Der Pfarrhof von Obritzberg

- Zur Pfarrkirche Obritzberg gehört ein Pfarrhof, eine Aufbahrungshalle und ein Friedhof.
- Zur Pfarre gehört auch die Filialkirche „St. Georg“ in Großrust, sowie mehrere Kapellen